# My Wife
«My Wife» es una canción de la banda británica de rock The Who, escrita por su bajista John Entwistle. Fue lanzada originalmente en 1971, en el álbum Who's Next, y más tarde, como el lado B de la popular «Behind Blue Eyes» el 6 de noviembre de 1971 en los Estados Unidos por el sello Decca Records.

## Antecedentes
«My Wife» es la cuarta pista de Who's Next, grabada en los Olympic Studios en mayo de 1971. Desde que apareció en Who's Next, se pensó que no era parte del proyecto Lifehouse, a diferencia de la mayoría de las canciones del álbum, situación que fue confirmada en 2000, cuando la canción no fue incluida en el box set de Lifehouse Chronicles de Pete Townshend.

### Concepto
La irónica letra de la canción cuenta de un hombre que va a beber la noche de un viernes. Al no regresar a casa, su esposa asume que está con otra mujer (a pesar de que este fue arrestado en la realidad) y se enoja. La canción detalla posteriormente los diversos modos en que el hombre trata de protegerse de su esposa, incluyendo la contratación de un guardaespalda y el escape en un auto.

### Estructura de la canción
En la creación de «My Wife», destaca la composición por parte de John Entwistle, donde inéditamente, asume la compositura del bajo, del piano, la sección de vientos (corno francés) y la voz.
Excepcionalmente, la canción no cuenta con un solo de guitarra, probablemente porque John podía solamente «escribir en el bajo o en mi cabeza, en un papel o en el piano», pero no en la guitarra. En lugar de un solo de guitarra, en las pausas entre los versos, hay un solo de corno francés por Entwistle.

## Personal
- John Entwistle: voz principal, bajo, vientos, piano
- Pete Townshend: guitarra
- Roger Daltrey: voz
- Keith Moon: batería, percusión

## Versión enThe Kids Are Alright
En 1979, «My Wife» fue lanzada nuevamente como lado B, esta vez del sencillo «Long Live Rock». Esta canción fue grabada en vivo y ubicada en The Kids Are Alright. Lo raro de esta versión, es que fue la única canción lanzada del concierto de The Who en el Kilburn State Theatre, en Londres. El resto de las canciones no fueron liberadas hasta 2008 en el DVD The Who at Kilburn: 1977. Aquella versión, es diferente a la grabada en estudio, ya que posee un solo de guitarra, y no aparecen el piano ni los vientos. Además, la letra sufre una modificación en la parte donde canta Roger Daltrey.

## Apariciones en vivo y compilaciones
La canción fue interpretada por primera vez en el tour del disco Who's Next, y se convirtió rápidamente en un elemento básico de los shows en vivo, hasta la muerte de Entwistle en 2002. Las apariciones de la canción en presentaciones en vivo o compilaciones del grupo, son los siguientes:
- Blues to the Bush
- Live at the Royal Albert Hall
- View from a Backstage Pass
- Who's Greatest Hits
- Thirty Years of Maximum R&B
- The Ultimate Collection

## Versiones solistas de John Entwistle
En noviembre de 1973, Entwistle regrabó la canción y la publicó en su tercer álbum en solitario, Rigor Mortis Sets In. Una versión en vivo de la canción, fue lanzada en la compilación de dos discos del álbum So Who's the Bass Player? The Ox Anthology, lanzado el 22 de marzo de 2005.

## Recepción
Durante una entrevista con Pete Townshend, este describió «My Wife» como «el mejor número nuevo de rock del álbum (Who's Next).»
El crítico Mark Deming llamó a «My Wife» como la canción «cómica» de Who's Next.
El exceso de actuaciones en directo de John Entwistle hizo que escribiera «The Quiet One» para sustituir esta canción, aunque la siguiera cantando durante su carrera en solitario y sus posteriores actuaciones con The Who.